# Entedon amadocus
Entedon amadocus är en stekelart som beskrevs av Walker 1848. Entedon amadocus ingår i släktet Entedon och familjen finglanssteklar. Inga underarter finns listade i Catalogue of Life.